# Rignac, Lot
Rignac, Lot là một xã thuộc tỉnh Lot trong vùng Occitanie phía tây nam nước Pháp.